# دوري الدرجة الثانية السعودي 1999–2000
دوري الدرجة الثانية السعودي 1999–2000 كان موسم من دوري الدرجة الثانية السعودي، وقد شارك في الدوري 8 فريقاً وأحرز بطولة الدوري نادي أبها، بعد أن لعب 14 مباراة فاز بـ7 منها وتعادل في 4 وخسر 3 مباريات، وأحرز 23 هدفاً وتلقى 15 هدفاً وكانت مجموع نقاطه 25 نقطة.

## الملاعب والأماكن
| النادي       | الملعب                                    | الموقع  | السعة  |
| ------------ | ----------------------------------------- | ------- | ------ |
| نادي أبها    | مدينة الأمير سلطان بن عبد العزيز الرياضية | أبها    | 20,000 |
| نادي الحزم   | ملعب نادي الحزم                           | الرس    | 3,000  |
| نادي الحمادة |                                           | الغاط   |        |
| نادي القارة  | ملعب الأمير عبد الله بن جلوي              | الأحساء | 27,550 |
| نادي مضر     |                                           | القطيف  |        |
| نادي النهضة  | ملعب الأمير محمد بن فهد                   | الدمام  | 35,000 |
| نادي الخلود  |                                           | الرس    |        |
| نادي الروضة  | ملعب الأمير عبد الله بن جلوي              | الأحساء | 27,550 |

## جدول الدوري
| م | الفريق       | لعب | فاز | تعادل | خسر | أهداف له | أهداف عليه | فارق الأهداف | نقاط | ملاحظات                             |
| - | ------------ | --- | --- | ----- | --- | -------- | ---------- | ------------ | ---- | ----------------------------------- |
| 1 | نادي أبها    | 14  | 7   | 4     | 3   | 23       | 15         | 8            | 25   | ترقى إلى دوري الدرجة الأولى السعودي |
| 2 | نادي الحزم   | 14  | 7   | 4     | 3   | 26       | 19         | 7            | 25   | ترقى إلى دوري الدرجة الأولى السعودي |
| 3 | نادي الحمادة | 14  | 7   | 3     | 4   | 29       | 20         | 9            | 24   |                                     |
| 4 | نادي القارة  | 14  | 6   | 3     | 5   | 20       | 18         | 2            | 21   |                                     |
| 5 | نادي مضر     | 14  | 6   | 3     | 5   | 19       | 17         | 2            | 21   |                                     |
| 6 | نادي النهضة  | 14  | 4   | 7     | 3   | 18       | 12         | 6            | 19   |                                     |
| 7 | نادي الخلود  | 14  | 2   | 3     | 9   | 11       | 27         | -16          | 9    | هبط إلى دوري الدرجة الثالثة السعودي |
| 8 | نادي الروضة  | 14  | 2   | 3     | 9   | 9        | 27         | -18          | 9    | هبط إلى دوري الدرجة الثالثة السعودي |

## طالع أيضًا
- دوري المحترفين السعودي 1999–2000
- دوري الدرجة الأولى السعودي 1999–2000
- دوري الدرجة الثالثة السعودي 1999–2000